# Ruanes
Ruanes é um município da Espanha na província
de Cáceres,
comunidade autónoma da Estremadura, de área 15,11 km². Em 2021 tinha 86 habitantes (densidade: 5,7 hab./km²).

## Demografia
| Variação demográfica do município entre 1991 e 2004 | Variação demográfica do município entre 1991 e 2004 | Variação demográfica do município entre 1991 e 2004 | Variação demográfica do município entre 1991 e 2004 |
| --------------------------------------------------- | --------------------------------------------------- | --------------------------------------------------- | --------------------------------------------------- |
| 1991                                                | 1996                                                | 2001                                                | 2004                                                |
| 111                                                 | 105                                                 | 98                                                  | 84                                                  |